# Exogone occidentalis
Exogone occidentalis är en ringmaskart som beskrevs av Westheide 1974. Exogone occidentalis ingår i släktet Exogone och familjen Syllidae. Inga underarter finns listade i Catalogue of Life.